# Хлібна лопата

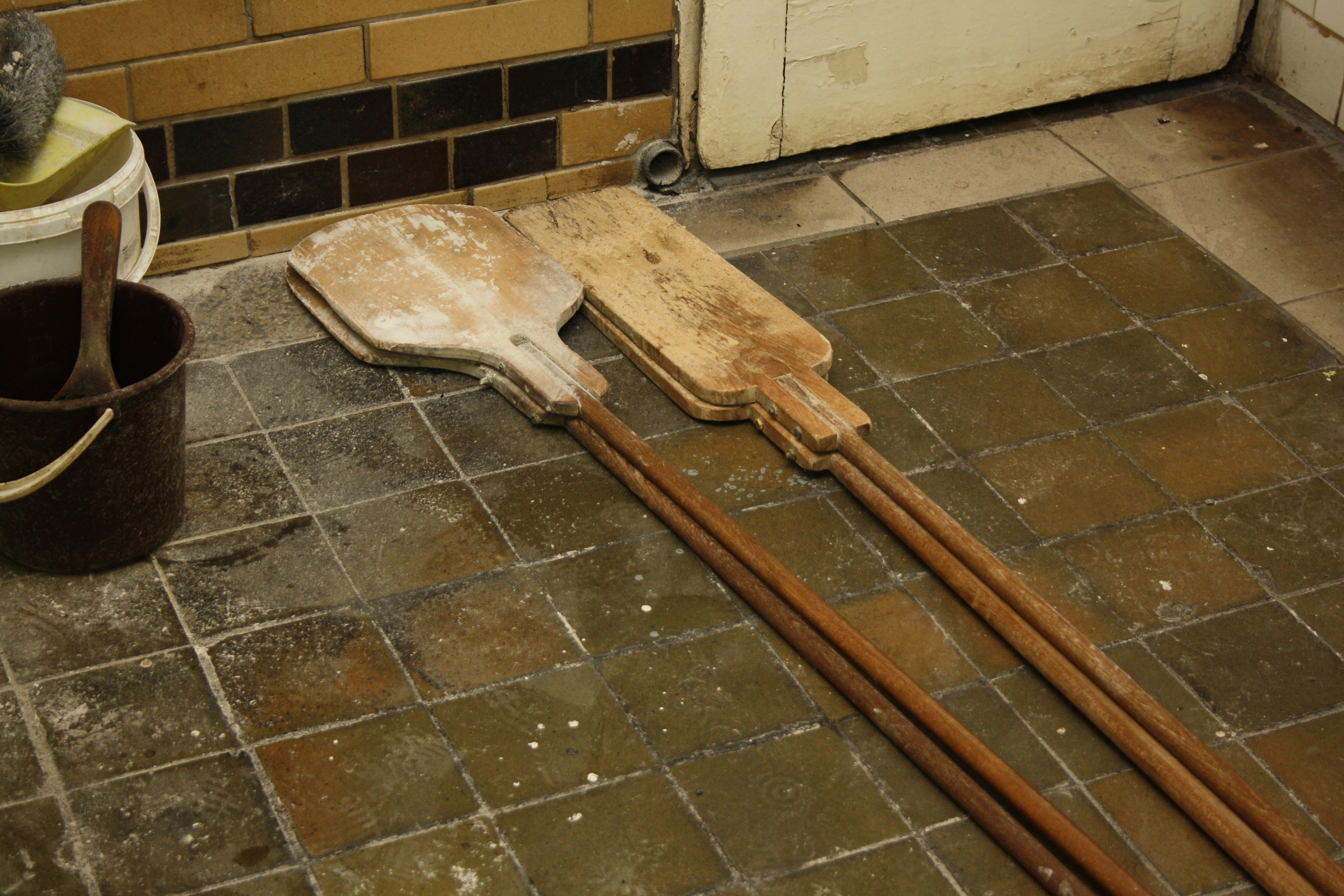
Хлібні лопати (Чехія)

Хлібна лопата — прямокутна або овальна дерев'яна дошка на довгому дерев'яному руків'ї для саджання хлібів і пирогів у піч і діставання їх звідти.
Поверхню лопати перед використанням посипають підсипкою — борошном, кукурудзяними крупами, пшеничними висівками.

## В обрядах

### «Перепікання» дитини

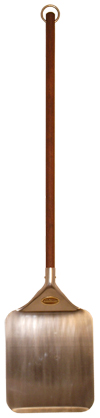
Дерев'яна лопата для піци

Широко відоме використання хлібної лопати в народній медицині при «переробленні» або «перепіканні» дитини. Обряд «перепікання» був поширений у всіх східних слов'ян. В Україні був відомий на Поділлі, Волинському Поліссі, у Київській, Чернігівській, Харківській областях. Хвору дитину укладали на хлібну лопату (зазвичай це робила мати, дитину перед приміщенням на лопату обмивали водою, а іноді загортали у тісто) і саджали в піч так само, як хліб. Вважалося, що така дитина «не допеклася» в утробі. У даному обряді відбувалося «ототожнення дитини і хліба, випічки хліба і появи дитини на світ: її ніби повертають у материнську утробу (піч), щоб вона народилася заново».

### Весільні обряди
У весільному обряді в Білгородському повіті Курської губернії в середині XIX ст. хлібну лопату використовували при випіканні весільного короваю, в приготуванні якого брали участь одружені родички нареченого і весільні чини. Сваха готувала лоток закваски, над яким запалювала три свічки.

## Лопата для піци
Різновидом хлібної лопати є лопата для піци. Це професійний інструмент, уживаний у піцеріях для саджання піци у піч, перегортання її у печі та виймання готової страви. Колись вони були виключно дерев'яними, сучасні лопати для піци роблять як із дерева, так з алюмінію. Професійні лопати для піци характеризуються легкістю, гнучкістю та відмінною міцністю. Лопати для піци бувають як суцільними, так і з ґратчастою поверхнею, яка дозволяє відсіяти зайве борошно перед саджанням піци у піч.